# Relações entre Armênia e Brasil
As relações entre Armênia e Brasil são as relações diplomáticas estabelecidas entre a República da Armênia e a República Federativa do Brasil. A Armênia possui uma embaixada em Brasília e o Brasil possui uma embaixada em Erevan.
Atualmente, o nível das relações bilaterais entre ambos os países pode ser descrito como "muito bom". Apesar das relações comerciais ainda serem denominadas como "iniciantes", o Brasil e a Armênia começaram a implementar nos últimos anos, um programa de cooperação técnica. Recentemente, este programa de cooperação têm se concentrado principalmente na área de defesa civil.